# Bluefield
|  | Per a altres significats, vegeu «Bluefield (Virgínia de l'Oest)». |

Bluefield és una població al comtat de Tazewell de l'estat de Virgínia. Segons el cens del 2006 tenia 5.226 habitants.

## Demografia
Segons el cens del 2000, Bluefield tenia 5.078 habitants, 2.134 habitatges, i 1.423 famílies. La densitat de població era de 258,7 habitants per km².
Dels 2.134 habitatges en un 21,8% hi vivien nens de menys de 18 anys, en un 56,3% hi vivien parelles casades, en un 8,4% dones solteres, i en un 33,3% no eren unitats familiars. En el 30,3% dels habitatges hi vivien persones soles el 16,5% de les quals corresponia a persones de 65 anys o més que vivien soles. El nombre mitjà de persones vivint en cada habitatge era de 2,23 i el nombre mitjà de persones que vivien en cada família era de 2,77.
Per edats la població es repartia de la següent manera: un 18% tenia menys de 18 anys, un 10,2% entre 18 i 24, un 22,2% entre 25 i 44, un 27,3% de 45 a 60 i un 22,3% 65 anys o més.
L'edat mediana era de 45 anys. Per cada 100 dones de 18 o més anys hi havia 81,5 homes.
La renda mediana per habitatge era de 32.157$ i la renda mediana per família de 44.000$. Els homes tenien una renda mediana de 34.167$ mentre que les dones 18.875$. La renda per capita de la població era de 21.755$. Entorn del 3,9% de les famílies i el 7,6% de la població estaven per davall del llindar de pobresa.

## Poblacions més properes
El següent diagrama mostra les poblacions més properes.